# Oechlitz

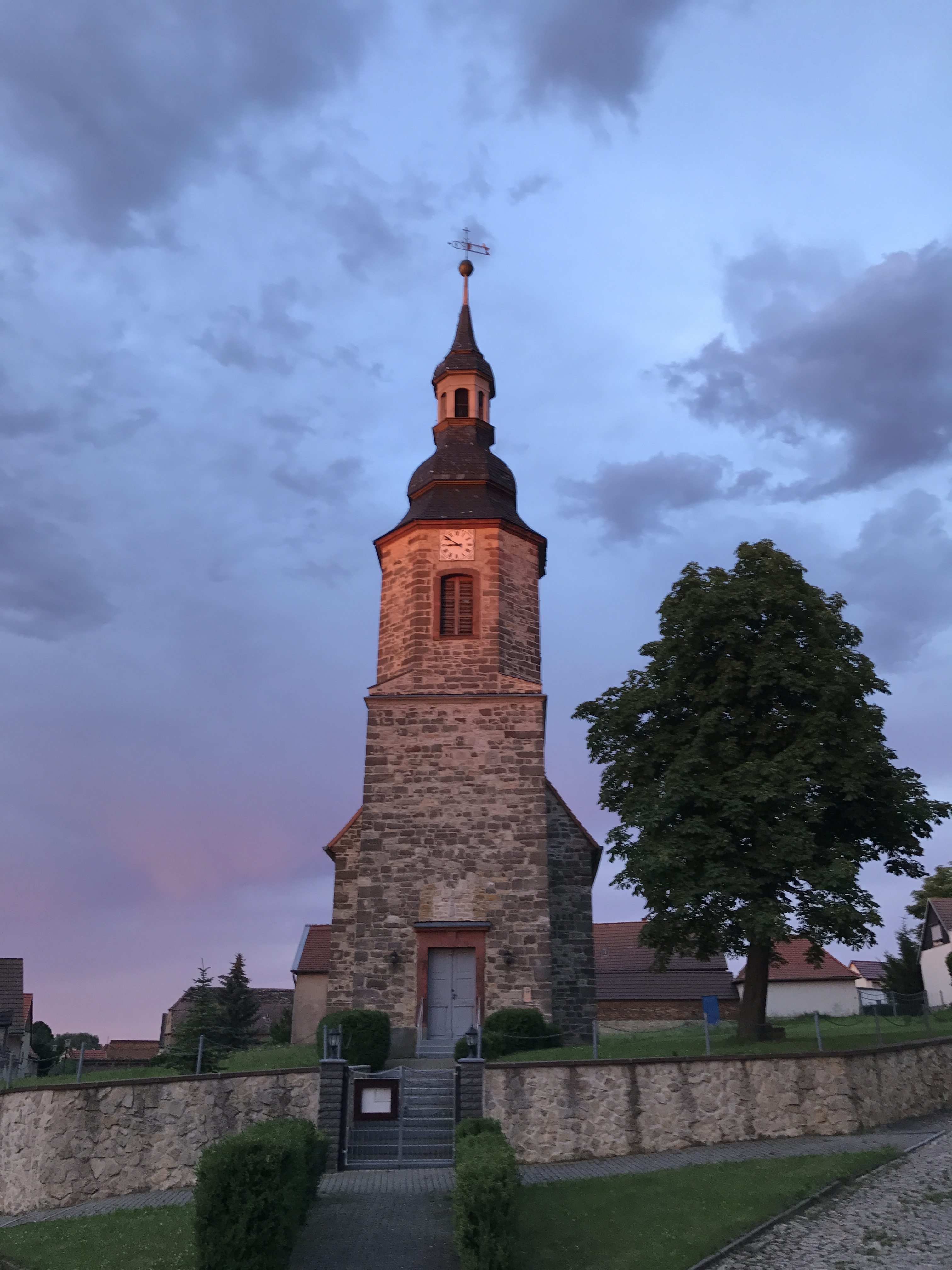
Kirche von Oechlitz

Oechlitz ist ein Ortsteil der Stadt Mücheln (Geiseltal) im Saalekreis in Sachsen-Anhalt (Deutschland).

## Geografie
Oechlitz liegt zwischen Erfurt und Halle (Saale) am Rande der Querfurter Platte. Durch den Ort fließt der Oechlitzer Bach, der im Osten in die Stöbnitz mündet.

## Geschichte
Im Jahr 1286 erfolgte die erste urkundliche Erwähnung der Gemeinde. Ein gleichnamiges ritterliches Geschlecht von Oechlitz hatte seinen Stammsitz im Ort. Davon zeugt heute noch das Wappen mit den drei Wolfsköpfen. Der untere Teil von Oechlitz hieß früher Hayndorf und ist älter. In einem zwischen 881 und 899 entstandenen Verzeichnis des Zehnten des Klosters Hersfeld wird Hayndorf als zehntpflichtiger Ort Heiendorpf im Friesenfeld erstmals urkundlich erwähnt.
Oechlitz gehörte bis 1815 zum wettinischen, später kursächsischen Amt Freyburg. Durch die Beschlüsse des Wiener Kongresses kam der Ort zu Preußen und wurde 1816 dem Kreis Querfurt im Regierungsbezirk Merseburg der Provinz Sachsen zugeteilt, zu dem er bis 1944 gehörte.
Am 20. Juli 1950 wurde die bis dahin eigenständige Gemeinde Schmirma eingegliedert.
Von 1992 bis 2009 gehörte Oechlitz zur Verwaltungsgemeinschaft Oberes Geiseltal. Bis zur Eingemeindung nach Mücheln (Geiseltal) am 1. Januar 2010 war Oechlitz eine selbständige Gemeinde mit dem zugehörigen Ortsteil Schmirma. Letzter Bürgermeister von Oechlitz war Siegmar Böhme. Heute wird der Ortsteil in Mücheln durch Yvette Barth vertreten.
Seit dem Jahr 2024 ist Nancy Junge die Ortsbürgermeisterin.

## Sehenswürdigkeiten
- St.-Gotthard-Kirche
- Steinkreuz

## Verkehrsanbindung

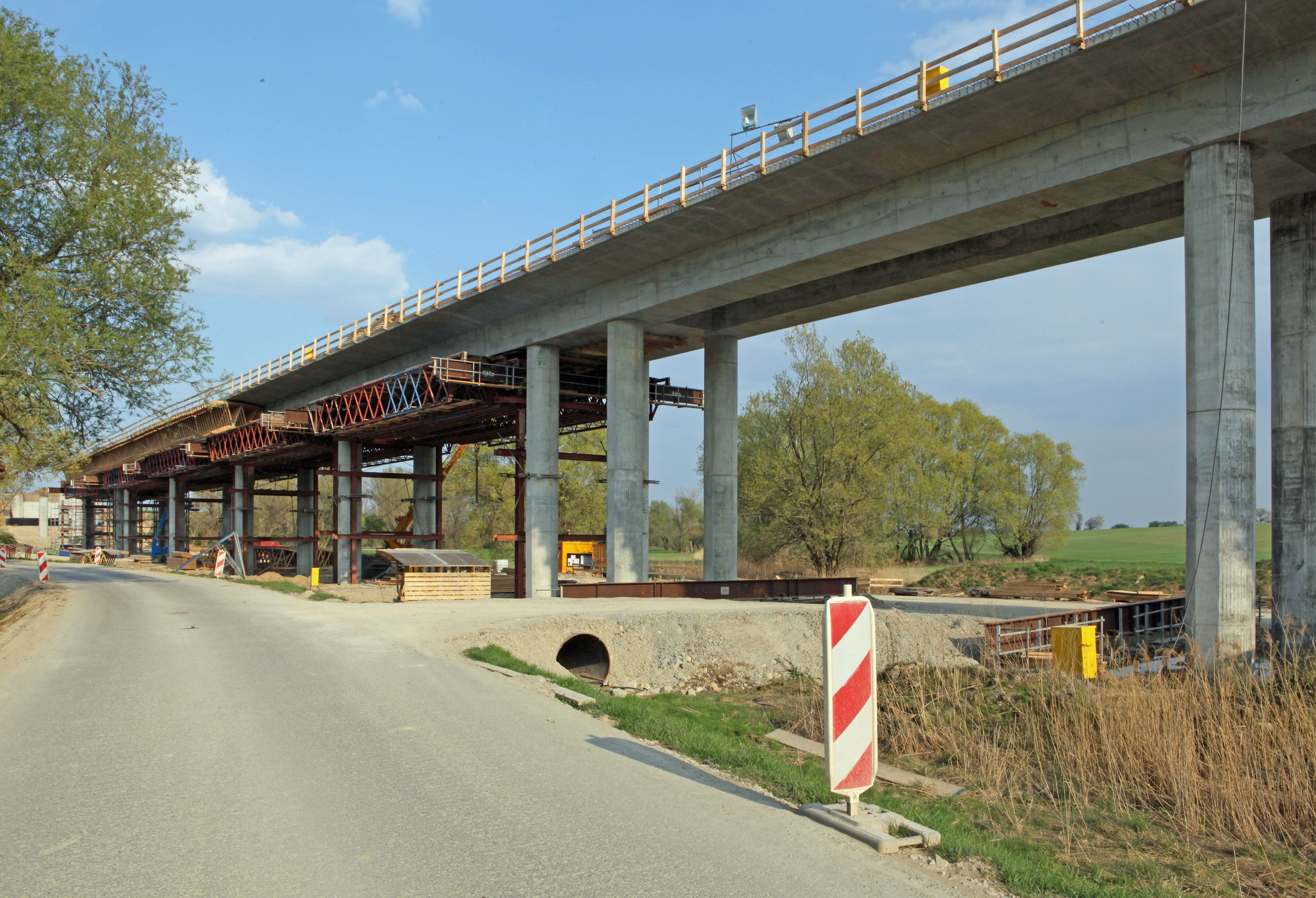
Bau der Stöbnitztalbrücke bei Oechlitz (2011)

Westlich von Oechlitz verläuft die Bundesstraße 180 von Querfurt nach Naumburg (Saale).
Die Neubaustrecke Erfurt–Leipzig/Halle führt nördlich an Oechlitz vorbei, die 297 m lange Stöbnitztalbrücke dient zur Querung des gleichnamigen Tales.